# Roztwór przesycony
Roztwór przesycony to roztwór o stężeniu większym od stężenia roztworu nasyconego w danej temperaturze. Roztwory przesycone są przykładami substancji w stanie termodynamicznym niestabilnym metatrwałym.

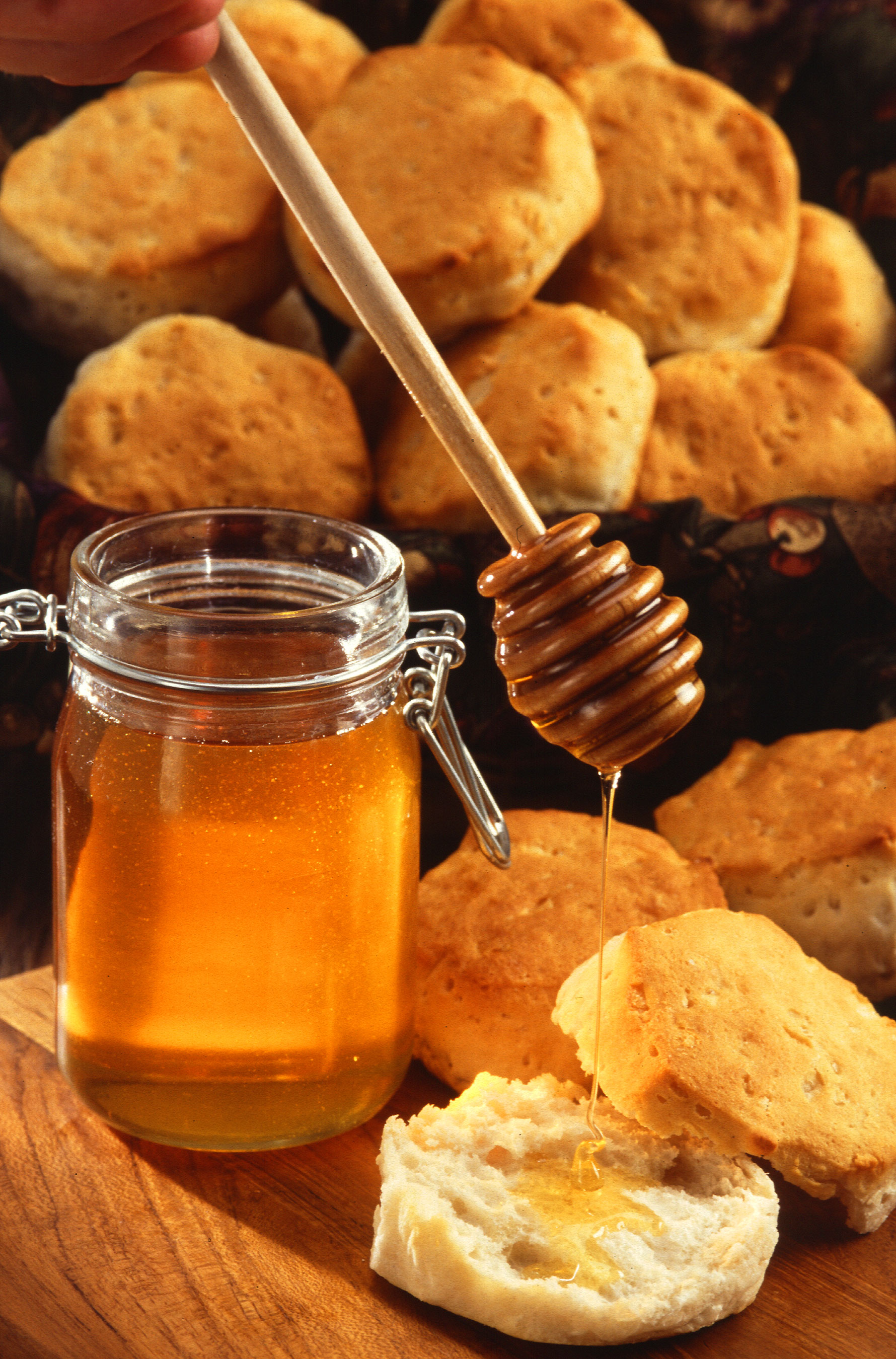
Miód – przykład roztworu przesyconego

Roztwór przesycony można otrzymać przez uzyskanie roztworu nasyconego w temperaturze wyższej, pozbawienie go pozostałej stałej substancji rozpuszczanej (tak żeby nie było zarodków krystalizacji), a następnie ostrożne oziębianie tego roztworu. Roztwór przesycony jest termodynamicznie nietrwały. Wprowadzenie zaburzenia (np. wstrząs, kurz) może spowodować krystalizację nadmiaru substancji rozpuszczonej.
Znanym z życia codziennego przykładem roztworu przesyconego jest miód, w którym krystalizacja glukozy w temperaturze pokojowej może trwać kilka miesięcy, a nawet kilka lat.
Efekt uwalniania ciepła podczas szybkiej krystalizacji z roztworu przesyconego znajduje zastosowanie np. w ogrzewaczach dłoni.